# Mouritz/Hørslev Projektet
Mouritz/Hørslev Projektet er et dansk musikprojekt bestående af sangskriver Mads Mouritz og forfatteren Lone Hørslev. Den 14. april 2007 udgav de det dansksprogede album Så er det sagt, der er indspillet i både New York og København og produceret af den canadiske producer Chris Brown (en) (Broken Social Scene, Feist).
På førstesinglen "Lille Krokodille" medvirker bl.a. Lise Blaase fra det danske band The Broken Beats. "Så er det sagt" kan beskrives som en samling mørke og humoristiske viser med særegne tekster i originale arrangementer leveret af en flok legesyge og utilregnelige musikere.
Mads Mouritz debuterede i 2004 med det anmelderroste engelsksprogede album "This Chaos Called Love". For den var han i 2005 indstillet til en Steppeulv i katagorien Årets Håb. Lone Hørslev debuterede som forfatter i 2001 med digtsamlingen "TAK". Hun har siden udgivet bl.a. romanen "Fjerne galakser er kedelige". Lone har bl.a. modtaget Michael Strunge-prisen og Carlsbergs Idé-legat Årets Fund.